# Plaza Ala-Too
La plaza Ala-Too (en kirguís: Ала-тоо аянты) es la plaza central en Biskek, la capital de Kirguistán. La plaza fue construida en 1984 para celebrar el 60 aniversario de la RSS de Kirguistán (una de las repúblicas constituyentes de la antigua Unión Soviética), momento en el cual se colocó una enorme estatua de Lenin en el centro de la plaza. La estatua de Lenin se trasladó en 2003 a un parte más pequeña en la ciudad , y una nueva estatua llamada Erkindik (Libertad) se instaló en su lugar . Más tarde, en 2011 fue sustituida por una estatua de Manas, para celebrar el 20 aniversario de la independencia de Kirguistán.
La plaza sirve como un lugar para eventos estatales y celebraciones. En 2008, fue el escenario de una ceremonia en memoria de escritor kirguís de renombre mundial Chinghiz Aitmatov.